# Valentina Grizodúbova
Valentina Stepánovna Grizodúbova (en ruso: Валентина Степановна Гризодубова, ucraniano: Валентина Степанівна Гризодубова, Járkov, 10 de mayo de 1909 - Moscú, 28 de abril de 1993) fue una de las primeras mujeres piloto en la Unión Soviética y fue galardonada con el Héroe de la Unión Soviética y el Héroe del Trabajo Socialista.

## Infancia
Nacida en Járkov, en la gobernación de Járkov del Imperio ruso (actual Ucrania), era hija de Stepán Vasílievich Grizodúbov, un pionero diseñador de aviones. A la edad de catorce años, voló en solitario un planeador. Tocaba el piano y se graduó en un conservatorio y en el Instituto Politécnico de Járkov. Hablaba varios idiomas. En 1929, se graduó en el Club de vuelo Penza de la asociación paramilitar OSOAVIAJIM. Ella también entrenó en la Escuela de Vuelo Járkov.
En 1933, se graduó de la Escuela avanzada de vuelo de Tula. Aquí se convirtió en instructora de vuelo y entrenó a 86 pilotos masculinos, muchos de los cuales se convirtieron en Héroes de la Unión Soviética. De 1934 a 1938, voló en un escuadrón de "Propaganda" que lleva el nombre de Maxim Gorky.
Ella voló muchos tipos de aviones y estableció siete récords mundiales  incluyendo uno para la altitud más alta alcanzada por una piloto en un hidroavión de dos plazas, 3.267 metros el 15 de octubre de 1937, (FAI Record File Number 121.16) tres registros de velocidad y uno para vuelos de larga distancia entre Moscú y Aktiúbinsk (en Kazajistán) junto con Marina Raskova.
Del 24 al 25 de septiembre de 1938, como comandante y junto con Marina Raskova y Polina Osipenko, completó el vuelo de 5.908,61 kilómetros del Ródina (ruso para "Patria") en el Túpolev ANT-37bis, estableciendo un registro de mujeres para un vuelo a distancia en línea recta (FAI Record File Number 10444). Ella ya había acumulado 5.000 horas de vuelo antes de su vuelo histórico, y junto con su tripulación se convirtió en una de las primeras mujeres nombradas Héroe de la Unión Soviética el 2 de noviembre de 1938, recibiendo también una recompensa de 25,000 rublos.

## Referencias

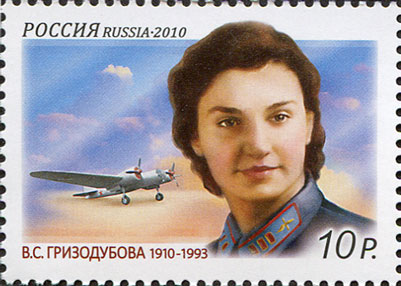
Sello ruso con la imagen de V.Grizodúbova con el avión Ródina en el fondo.